# Elternvertretung
Die Elternvertretung ist ein Mitwirkungsorgan für Eltern an Schulen, Kindertagesstätten und anderen pädagogischen Bildungseinrichtungen. Sie ist nicht zu verwechseln mit einem Eltern-, Unterstützungs- oder Förderverein. Es gibt in Deutschland keine einheitliche Bezeichnung für Elternvertretungen. Diese werden je nach Bundesland auch Elternbeirat, Elternrat, Elternausschuss, Elternkuratorium oder Elternpflegschaft genannt.

## Deutschland
Die Einrichtung von Elternvertretungen ist in den Schulgesetzen aller Bundesländer vorgeschrieben. Aufgrund der Bildungshoheit der Länder sind neben den Gremienbezeichnungen auch die Aufgaben und genauen Mitwirkungsrechte zwischen den einzelnen Bundesländern uneinheitlich geregelt. Jedoch gibt es bundesweit ähnliche Strukturen und Ziele. Elternvertretungen sollen eine vertrauensvolle Zusammenarbeit von Schule und Elternhäusern ermöglichen und Eltern an allen wesentlichen, die Schule betreffenden Entscheidungen beteiligen. Dies gilt insbesondere für die Erstellung, Fortschreibung oder Änderung pädagogischer Konzepte und die Kostengestaltung.

### Organisation
Für öffentliche Schulen sehen die Schulgesetze aller Bundesländer regelmäßige Versammlungen aller Eltern bzw. Erziehungsberechtigten einer Schulklasse und die Wahl eines Sprechers für diese Ebene vor. Darüber hinaus ist die Vertretung der Eltern durch zu wählende Gremien auf schulischer Ebene sowie auf regionaler und überregionaler Ebene in den jeweiligen Landesschulgesetzen verankert. Die Landeselternbeiräte arbeiten mit den zuständigen Ministerien eng zusammen und haben ihrerseits als gemeinsame Arbeitsgemeinschaft und freiwilligen Zusammenschluss (ohne spezielle gesetzliche Legitimation) den Bundeselternrat (BER) ins Leben gerufen.

### Aufgaben
Die Elternvertretung ist die Vertretung der Erziehungsberechtigten der Schüler einer Schule. Sie wirkt in Angelegenheiten, die für die Schule von allgemeiner Bedeutung sind, beratend – in einzelnen Bundesländern auch beschließend – mit. Somit stellt sie neben anderen möglichen Formen der Elternbeteiligung ein demokratisches Gremium dar, das gemeinsame Verantwortung für die Gestaltung des Lebens der Kinder und Schüler übernimmt. Die Elternvertreter arbeiten ehrenamtlich und unentgeltlich.
Zu den Aufgaben der Elternvertretung gehören unter anderem:
- die Interessen der Elternschaft zu wahren,
- Wünsche und Vorschläge der Eltern zu bündeln und diese an die Schulleitung weiterzugeben,
- Förderung des Schullebens,
- an den Beratungen der Schulkonferenz teilzunehmen.

Schulträger und Schulleiter unterrichten die Elternvertretung über alle Angelegenheiten, die für die Schule von allgemeiner Bedeutung sind und erteilen alle notwendigen Auskünfte. Zu bestimmten Angelegenheiten muss die Elternvertretung gehört werden.
Je nach Bundesland erstreckt sich die Mitwirkung auch auf Detailfragen der schulischen Erziehung und z. B. die Auswahl von Lehrmitteln oder einem geeigneten Anbieter für Schulessen, über die Bestimmungen der Hausordnung und Teile der Finanzen oder die Mitsprache bei einer Bestimmung eines Namens für die Schule. Die Elternvertretung kann sich darüber hinaus auch selbst Aufgaben setzen und ist in manchen Bundesländern auch Ansprechpartner in Fragen zu Schulbussen und Schülerlotsen oder wirkt auf Wunsch auch bei der Konfliktlösung zwischen einzelnen Eltern und der Schule mit.
Ebenso können auch Auswahl und Organisation zusätzlicher Bildungsangebote, etwa von Sprach- oder Skikursen, in der Verantwortung der Elternvertretung liegen.
Die konkreten Aufgaben orientieren sich dabei an den spezifischen Belangen der entsprechenden Einrichtung.

### Ausgestaltung in einzelnen deutschen Bundesländern

#### Baden-Württemberg
Grundlage für die Ausgestaltung der Elternvertretung in Baden-Württemberg ist das baden-württembergische Schulgesetz. Auf Schulklassenebene ist für jedes Schulhalbjahr eine Versammlung der Klassenpflegschaft vorgeschrieben, der neben den Eltern der Klasse auch die in der Klasse unterrichtenden Lehrer angehören. Die Eltern wählen aus ihrer Mitte einen Klassenelternvertreter und einen Stellvertreter. Der Klassenelternvertreter kann auch unterjährig Sitzungen der Klassenpflegschaft einberufen und hat die Aufgabe, diese zu leiten.
Die gewählten Klassenelternvertreter und Stellvertreter bilden den Elternbeirat. Verpflichtend vorgeschrieben sind mindestens zwei Sitzungen des Elternbeirates pro Schuljahr. Der Elternbeirat wählt aus seiner Mitte den Elternbeiratsvorsitzenden und im Regelfall zwei weitere Vertreter für die Schulkonferenz. Der Elternbeiratsvorsitzende kann auch unterjährig Sitzungen des Elternbeirats einberufen und leitet diese.
Die Elternbeiratsvorsitzenden der Schulen eines Schulträgers bilden den Gesamtelternbeirat. Vertreter der verschiedenen Schularten und Regierungsbezirke bilden den Landeselternbeirat.

#### Bayern
Nach Abschnitt IX Einrichtungen zur Mitgestaltung des schulischen Lebens des Bayerischen Gesetzes über das Erziehungs- und Unterrichtswesen (BayEUG) wird in Artikel 64 die Elternvertretung (Elternbeirat) näher beschrieben.
An allen Grundschulen, Mittelschulen, Realschulen, Wirtschaftsschulen, Gymnasien, Fachoberschulen und an Berufsfachschulen in Bayern sowie an entsprechenden Schulen zur sonderpädagogischen Förderung wird ein Elternbeirat gebildet. An Berufsschulen sitzt ein Elternvertreter im Berufsschulbeirat.
Der Elternbeirat ist die Vertretung der Erziehungsberechtigten der Schüler sowie der früheren Erziehungsberechtigten volljähriger Schüler einer Schule. Für je 50 Schüler einer Schule – bei Grundschulen, Mittelschulen und Förderschulen für je 15 Schüler – ist ein Mitglied des Elternbeirats zu wählen; der Elternbeirat hat jedoch mindestens fünf und höchstens zwölf Mitglieder.
Da es in Bayern keine gesetzliche Landeselternvertretung gibt, vertreten privatrechtliche Elternverbände die Eltern auf Bezirks- und Landesebene. Diese Verbände sind schulartbezogen, schulartunabhängig oder konfessionell gebunden.

#### Berlin
Die Aufgaben des Landeselternausschusses sind gemäß § 114 Berliner Schulgesetz die Wahrnehmung der Interessen der Eltern sowie die Vorbereitung und Koordinierung der Arbeit des Landesschulbeirates. Die Landesausschüsse bestehen aus den in den jeweiligen Bezirksausschüssen gewählten Vertretern.
Zwei Vertreter der Lehrkräfte, Schüler oder Erziehungsberechtigten, die nach § 111 Abs. 1 Satz 3 Mitglieder der Bezirksschulbeiräte sind, gehören mit beratender Stimme dem jeweiligen Landesausschuss an.
Die stimmberechtigten Mitglieder eines jeden Landesausschusses wählen aus ihrer Mitte einen Vorsitzenden und drei Stellvertreter.

#### Hessen
Nach Art. 56 Abs. 6 der Hessischen Verfassung haben die Erziehungsberechtigten das Recht, an den hessischen Schulen die Gestaltung des Unterrichtswesens mitzubestimmen.
Als Erstes wählen die Eltern einer Klasse zusammen einen Elternsprecher, der Klassenelternbeirat genannt wird. Dieser muss einmal pro Schulhalbjahr einen Elternabend einberufen. Die Elternvertretung auf Schulebene heißt Schulelternbeirat (SEB) und wird aus allen Klassenelternbeiräten gebildet. Auf Kreisebene heißt die Elternvertretung Kreiselternbeirat (KEB) bzw. in Kreisfreien Städten Stadtelternbeirat (StEB) und wird aus einer bestimmten Zahl Abgeordneter für jede Schulform (Realschule, Gymnasium etc.) gebildet. Aus den Kreis- und Stadtelternbeiräten wird der Landeselternbeirat Hessen (LEB-Hessen) gebildet. Deren Abgeordnete werden auch nach Schulform bestimmt. Diese Wahlen erfolgen nach den Bestimmungen der Wahlordnung vom 14. Juli 1993 in der jeweils geltenden Fassung.

#### Nordrhein-Westfalen
Nach Artikel 10 (2) der Verfassung für das Land Nordrhein-Westfalen wirken die Erziehungsberechtigten durch Elternvertretungen an der Gestaltung des Schulwesens mit; das Schulgesetz für das Land Nordrhein-Westfalen (2005) regelt die Elternmitwirkung konkret: In der einzelnen Schule besteht auf der Ebene der Klassen die Klassenpflegschaft (§ 73 SchulG), ein traditioneller Begriff aus dem Schulordnungsgesetz von 1952. Die Vorsitzenden der Klassenpflegschaften bilden die Schulpflegschaft (§ 72 SchulG). Im obersten Mitwirkungsgremium der Schule, der Schulkonferenz (§ 65 SchulG) wirken die Eltern durch gewählte Vertreter mit. Die Schule ist verpflichtet, die Mitwirkungsgremien durch Bereitstellung der notwendigen Einrichtungen und Hilfsmittel zu unterstützen.
Überschulische Mitwirkung ist im Rahmen einer Stadtschulpflegschaft möglich (§ 72 Abs. 4 SchulG). Eine institutionelle Mitwirkung der Eltern auf Landesebene (Landeselternbeirat) besteht in NRW nicht. Sie war zwar durch das Schulgesetz 2005 eingeführt worden (§ 77 Abs. 4), wurde aber 2006 bei der ersten Novellierung nach dem Regierungswechsel aufgehoben. Sie wird nun durch die regelmäßige Beteiligung der Elternverbände beim Schulministerium ersetzt (§ 77 Abs. 4 SchulG).

#### Rheinland-Pfalz
Die Elternvertretung beginnt auf Klassenebene mit der Klassenelternversammlung. Dies sind alle Eltern der Kinder aus einer Klasse. Diese wählen aus ihrer Mitte den Klassenelternsprecher und dessen Vertreter.
Auf Schulebene wird ein Elternbeirat gewählt. Wahlberechtigt hierzu sind alle Klassenelternsprecher und -vertreter sowie zwei in jeder Klasse zu wählende Wahlvertreter. Der Schulelternbeirat wiederum wählt aus seiner Mitte einen Schulelternsprecher sowie Mitglieder für den Schulausschuss und den Schulbuchausschuss.
Weiterhin gibt es für jeden der drei Schulaufsichtsbezirke Trier, Koblenz und Neustadt einen Regionalelternbeirat (REB) und für das gesamte Land den Landeselternbeirat (LEB) Rheinland-Pfalz.

#### Sachsen
Die abstrakt-oberste Grundlage der Elternmitwirkung in Sachsen leitet sich neben Bürgerrechten aus dem Grundgesetz im Speziellen von der Sächsischen Verfassung ab (Art. 86(2). In der weiteren Gesetzgebung regelt die verfassungsrechtlich begründete Elternmitwirkung das Sächsische Schulgesetz (§ 43, 45–49), die Elternmitwirkungsverordnung/EMVO (bes. § 15) und partikular die Rechtsverordnungen für die Schultypen (Schulordnung Grundschulen/SOGS, Schulordnung Oberschulen Abschlussprüfungen/SOMIAP, Schulordnung Gymnasien/SOGY (§ 19(4)), Schulordnung Förderschulen/SOFS) sowie die Schulkonferenzverordnung/SchulKonfVO (§7(3)). Ferner ergibt sich aus der Schulnetzplanungsverordnung/SchulnetzVO (§4) ein übergeordnetes Anhörungsrecht.
Die Schulkonferenz ist im Normalfall paritätisch mit vier Vertretern von Eltern, Schülern und Lehrern zusammengesetzt. Der Elternratsvorsitzende ist kraft seines Amtes sein stimmberechtigter Stellvertreter.
Entsprechend dieser Grundlagen 'haben die Eltern das Recht und die Aufgabe, an der schulischen Erziehung und Bildung mitzuwirken' (SchulG § 45). Die Mitwirkung dient dem Zweck, den Ausgleich und die Koordination als kontinuierlichen Vorgang zwischen Staat und Eltern zu gewährleisten. Der Elternrat ist ein Organ der Schule, handelt in Erfüllung seiner Aufgaben weisungsfrei und ist allein den Eltern verpflichtet. Es ist damit u. a. beabsichtigt, dass Eltern im Frühstadium von Entscheidungsprozessen ihre Auffassung zur Geltung bringen und durch Mitgestaltung Einfluss nehmen.
Strukturell gliedert sich die Elternmitwirkung in Form von Elternvertretungen in Schuleinrichtungen und Kindertagesstätten, in Kreiselternräte und dem Landeselternrat. Letzterer entsendet gewählte Vertreter in den Bundeselternrat.

#### Sachsen-Anhalt
Als Stadtelternvertretung (kreisfreie Städte, hier: Magdeburg, Halle und Dessau-Roßlau) oder auch Gemeindeelternvertretung (mit Landkreise) wird die auf kommunaler Ebene arbeitende Elternvertretung von Kindertagesstätten (Krippe, Kindergarten, Hort und Tagespflege) bezeichnet.
Die gesetzliche Grundlage für dieses Gremium bildet in Sachsen-Anhalt der § 19 Abs. 5 des Kinderförderungsgesetzes.

### Geschichte

#### DDR
In der DDR war der Elternbeirat ein alle zwei Jahre gewähltes ehrenamtliches Vertretungsorgan aller Eltern der Schüler einer zehnklassigen allgemeinbildenden polytechnischen (POS) und erweiterten Oberschule (EOS).
In die Elternbeiräte wurden aber nur Eltern gewählt, die die sozialistische Bildungs- und Erziehungsarbeit aktiv unterstützten. In den Anfangsjahren der DDR wirkten bis 1951 an den Schulen von der SED gelenkte Ausschüsse Vereinigung der Freunde der neuen Schule, die sich willkürlich zusammensetzten. Erst durch die Verordnung vom 12. April 1951 wurden Elternbeiräte geschaffen, deren Wahl wiederum Wahlausschüsse vorbereiteten.
Nach der Elternbeirats-Verordnung vom 7. Januar 1961 hatte der Elternbeirat die Aufgabe, die Bereitschaft der Eltern zur Mitarbeit bei der Lösung schulischer und außerschulischer Aufgaben zu fördern und zu lenken. Zum Elternbeirat gehörten neben den gewählten Mitgliedern Vertreter des Patenbetriebes, des DFD, der Pionierorganisation bzw. der FDJ, der Lehrer der Schule und des zuständigen Ausschusses der Nationalen Front an.
Der Elternbeirat konnte für bestimmte Aufgaben zeitweilige oder ständige Kommissionen bilden. In den einzelnen Klassen fungierten Klassenelternaktivs zur Unterstützung des Klassenleiters. Die Arbeit des Elternbeirats wurde von seinem Vorstand auf der Grundlage eines mit dem Direktor bzw. dem Klassenleiter und den Eltern abgestimmten Arbeitsplans durchgeführt, der jeweils für ein Schuljahr gültig war.
Der Elternbeirat sollte die Bereitschaft der Eltern wecken, die materielle Ausstattung der Schule zu verbessern. Eine weitere Aufgabe bestand darin, für eine gute Qualität der Schulspeisung zu sorgen, was als eine bedeutende Maßnahme im Rahmen des sozialpolitischen Programms betrachtet wurde.

### Elternvertretung an Kindertagesstätten
Die Elternvertretung und der Elternbeirat der Kindertagesstätten wird in den Landesausführungsgesetzen zum Kinder- und Jugendhilfegesetz gesetzlich geregelt. Zu den Landesausführungsgesetzen zählen (Auswahl):
- Bayerisches Kinderbildungs- und -betreuungsgesetz
- Kindertagesförderungsgesetz (Berlin)
- Gesetz über Tageseinrichtungen für Kinder (Niedersachsen)
- Gesetz zur frühen Bildung und Förderung von Kindern (Nordrhein-Westfalen)

Auf Bundesebene gibt es seit 2014 die Bundeselternvertretung der Kinder in Kindertageseinrichtungen und Kindertagespflege (BEVKi).
Auf Landesebene sind die Interessenvertretungen z. B. als Vereine/Arbeitsgemeinschaften oder als gesetzlich geregelte Ausschüsse (Landesausschuss) organisiert.

## Österreich
In Österreich gibt es keine reine Elternvertretung an Schulen. Am ehesten ist sie mit dem Schulgemeinschaftsausschuss zu vergleichen, in welchem neben Eltern auch Schüler und Lehrer vertreten sind.

## Schweiz
Elternvertretungen in der Schweiz sind nicht einheitlich organisiert. Teilweise existieren kantonale Vorgaben (z. B. im Kanton Basel-Stadt), teilweise ist die Organisation den einzelnen Gemeinden überlassen. So gibt es Schulen ganz ohne Elternvertretungen, aber auch Schulen mit einem Elternrat. folgende Gemeinsamkeiten für einen Elternrat lassen sich festhalten:
- Oftmals besteht eine Informationspflicht der Schulleitung / des Rektorats gegenüber des Elternrats.
- Der Elternrat hat eine unterstützende / beratende Stimme, oftmals jedoch kein Stimmrecht.
- Der Elternrat fungiert als Bindeglied zwischen Eltern und Schule.
- Der Elternrat unterstützt die Schule bei der Organisation verschiedener Projekte und Anlässe (Pausenkiosk, Verkehrsdienste, Schulschlussfeiern, Sportanlässe …).
- Der Elternrat ist explizit nicht für Probleme einzelner Schüler oder Eltern mit Lehrpersonen zuständig.